# Macrodactylus farinosus
Macrodactylus farinosus är en skalbaggsart som beskrevs av Philippi 1864. Macrodactylus farinosus ingår i släktet Macrodactylus och familjen Melolonthidae. Inga underarter finns listade i Catalogue of Life.